# Philotermes emersoni
Philotermes emersoni är en skalbaggsart som beskrevs av Charles Hamilton Seevers 1938. Philotermes emersoni ingår i släktet Philotermes och familjen kortvingar. Inga underarter finns listade i Catalogue of Life.